# Oleksandr Muzytjko
Oleksandr Ivanovytj Muzytjko (ukrainska: Олександр Іванович Музичко), kallad "Sasjko Bilyj", född 19 september 1962 i Kizel i Perm oblast i dåvarande Ryska SFSR, död 24 mars 2014 i Rivne i Ukraina, var en av nyckelpersonerna i ultranationalistiska Högra sektorn i Ukraina.
Muzytjko blev känd i samband med Euromajdan-protesterna 2013-14. Han var en av huvudpersonerna i ultranationalistiska Högra sektorn och har ofta pekats ut av Ryssland som ett bevis på att övergångsregeringen i Ukraina domineras av radikala nationalister. 
Han satt under en tid i fängelse, och uttalade sig väldigt grovt nedsättande om bland annat judar, kommunister och ryssar.
Muzytjko sköts till döds av polisen i samband med ett polisingripande. Muzytjko öppnade eld mot polisen som svarade med att skjuta ihjäl honom.